# Exuperius (Thebaische Legion)

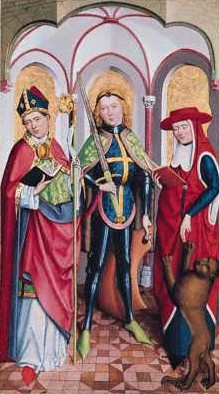
Ambrosius (l.), Exuperius (m.) und Hieronymus (r.)

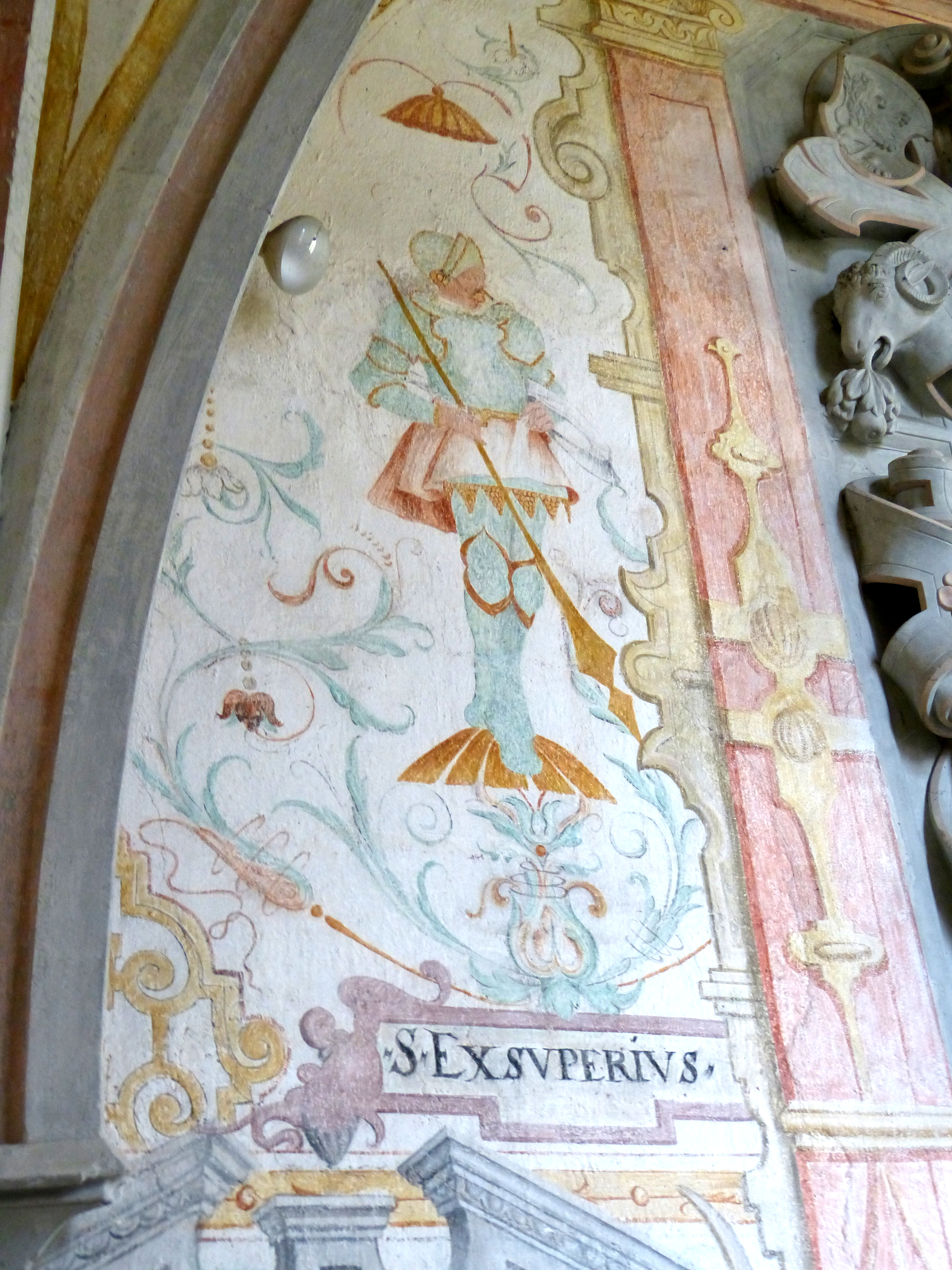
Exuperius im Konstanzer Münster

Exuperius (französisch Exupère d’Agaune, † Ende des 3. Jahrhunderts oder 302 bei Agaunum) ist ein Heiliger der katholischen Kirche. Sein Gedenktag ist der 22. September.

## Vita
Exuperius war der Legende nach einer der vier Ritter der ausschließlich aus Christen bestehenden Thebaischen Legion, die gegen Ende des 3. Jahrhunderts unter Maximian bei Agaunum (heute St. Maurice im Wallis, Schweiz) den Märtyrertod starben. Die anderen waren Mauritius, Innocentius und Candidus; ebenfalls wird Viktor von Xanten mit der Legion in Verbindung gebracht.

## Verehrung
Exuperius wird vor allem im alpenländischen Raum verehrt. Er ist der Schutzpatron des Schweizer Kantons Appenzell Innerrhoden.

## Darstellung
Mittelalterliche Darstellungen des Heiligen sind unbekannt. In späteren Bildnissen wird er in der Regel in Soldatenkleidung (Waffenrock, Kettenhemd, Kettenhaube und Topfhelm sowie mit Schwert und Schild) dargestellt. Bildnisse finden sich am Straßburger Münster sowie im Münster von Konstanz.